# Alejandro Goicoechea
Alejandro Goicoechea (Elorrio, 1895. március 23. – Madrid, 1984. január 30.) spanyol mérnök, nevéhez főződik a Talgo rendszer kifejlesztése.

## Élete
Goicoechea dolgozott a La Robla (León) távoli, szénnel működő keskeny nyomtávú vasútnak, Nyugat-Európa leghosszabb keskeny nyomtávú vasútvonalának, amelyet ma a FEVE üzemeltet, hegesztett acélkocsit és különböző felfüggesztési, fékezési és vontatási elemeket fejlesztett ki. 1936-ban egy könnyű csuklós méteres nyomtávú vonatszerelvényt javasolt, amelyet azonban a vezetőség nem hagyott jóvá.